# Orlando Voorn
Orlando Voorn (geboren am 25. April 1968 in Amsterdam) ist ein niederländischer DJ und Produzent Elektronischer Musik. Seit den frühen 1980er Jahren veröffentlichte er seine Musik verschiedener Stilrichtungen wie Techno, Drum and Bass, Ambient, Hip-Hop and Electro unter folgenden Pseudonymen:
| - Balance - Baruka - Basic Bastard - Boy - Complex | - Defence - DJ Fix - Dope Dog - Fix - Fixomatic | - Format - Frequency - Galaxy - Hammerhead - Limited Edition | - Maniax - Mute - No Guts No Glory - PB 2000 - Playboy | - Richard Geurkoop - Solar - Stalker and The Nighttripper - Tank - The Judge | - The Living Room - The Nighttripper - The Progress - The Stalker - Traxxx | - Trigger - Ultra - Urban Nature - X-It |

Außerdem produzierte er Tracks zusammen mit Blake Baxter unter dem Namen Ghetto Brothers und mit Jeff Porter unter dem Namen Designer Loops.
Voorn gewann 1986 die niederländischen DMC DJ Championships. Durch seine Zusammenarbeit mit Musikern der frühen Detroit-Techno-Bewegung wie Juan Atkins, Derrick May und Blake Baxter, gilt er als Pionier für den musikalischen Austausch zwischen Detroit und Amsterdam.